# قائمة وكالات الأمم المتحدة المتخصصة

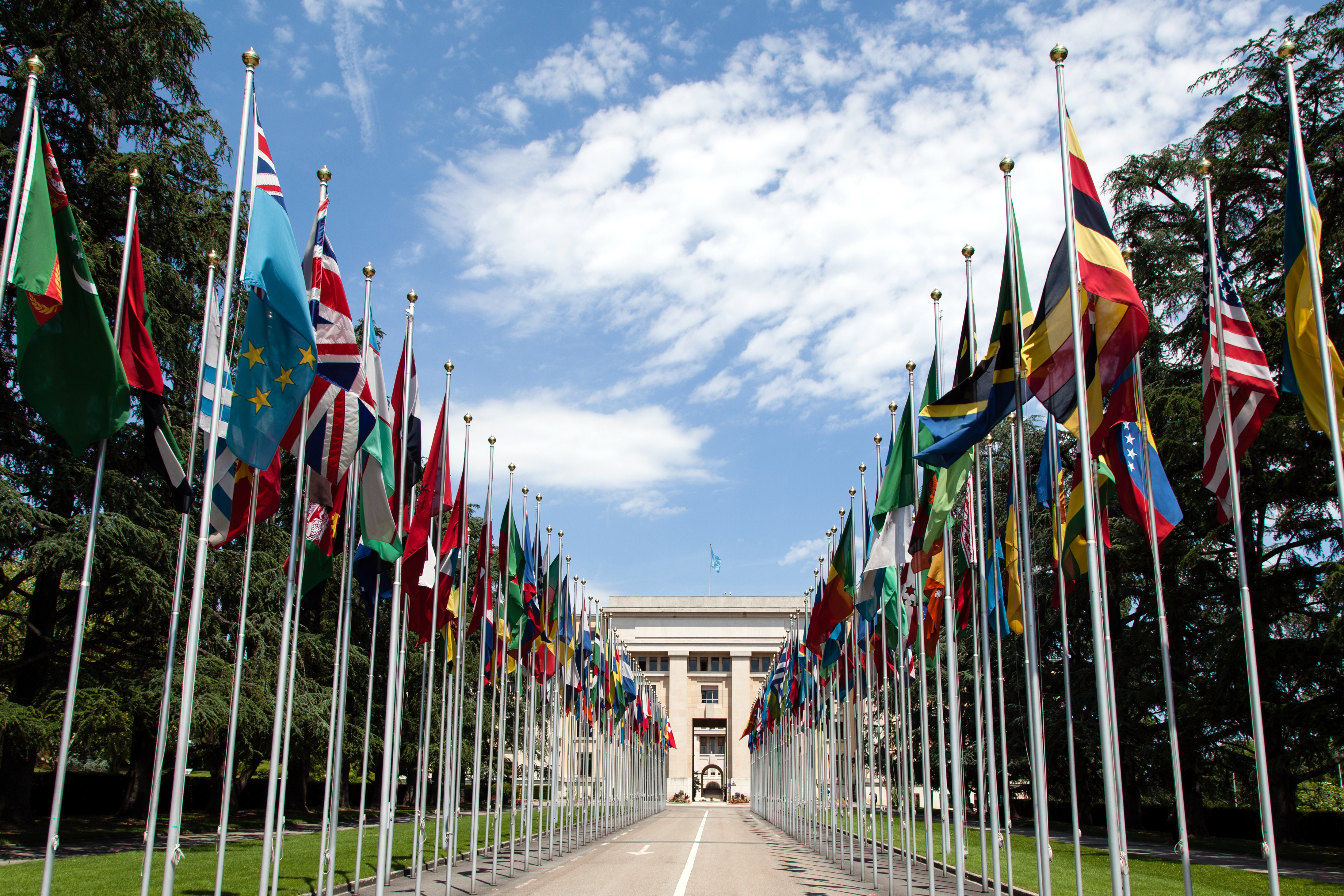
مكتب الأمم المتحدة في جنيف (سويسرا) هو ثاني أكبر مركز للأمم المتحدة، بعد مقر الأمم المتحدة (نيويورك).

وكالات الأمم المتحدة المتخصصة هي منظمات مستقلة تعمل مع الأمم المتحدة ومع بعضها البعض من خلال آلية التنسيق التابعة للمجلس الاقتصادي والاجتماعي للأمم المتحدة على المستوى الحكومي الدولي، ومن خلال مجلس الرؤساء التنفيذيين للتنسيق على مستوى الأمانات المشتركة. 
أحد الأهداف الرئيسية للأمم المتحدة هو حل المشاكل الاقتصادية والاجتماعية والثقافية والإنسانية من خلال التعاون الدولي. تم إنشاء عدد من الوكالات المتخصصة لتحقيق هذه الأهداف، والوكالات التي قد تكون أو لا تكون قد أنشأتها في الأصل الأمم المتحدة، ولكن تم دمجها في منظومة الأمم المتحدة من قبل المجلس الاقتصادي والاجتماعي للأمم المتحدة الذي يعمل بموجب المواد 57 و63 من ميثاق الأمم المتحدة. في الوقت الحاضر، تمتلك الأمم المتحدة ما مجموعه 15    وكالة متخصصة تؤدي وظائف مختلفة نيابة عن الأمم المتحدة. الوكالات المتخصصة مذكورة أدناه. 

## منظمة الأغذية والزراعة (الفاو)
تقود منظمة الأغذية والزراعة الجهود الدولية للقضاء على الجوع. تعمل المنظمة، التي تخدم البلدان المتقدمة والنامية على حد سواء، كمنتدى محايد تلتقي فيه جميع الدول على قدم المساواة للتفاوض بشأن الاتفاقات ومناقشة السياسات. تتمثل مهمة المنظمة في رفع مستويات التغذية وتحسين الإنتاجية الزراعية وتحسين حياة سكان الريف والمساهمة في نمو الاقتصاد العالمي. منظمة الأغذية والزراعة هي أكبر وكالات الأمم المتحدة. تأسست عام 1945 ومقرها روما بإيطاليا.

## منظمة الطيران المدني الدولي (إيكاو)
تأسست منظمة الطيران المدني الدولي في عام 1947. تعمل على تقنين مبادئ وتقنيات الملاحة الجوية الدولية وتعزيز تخطيط وتطوير النقل الجوي الدولي لضمان نمو آمن ومنظم. يقع مقرها الرئيسي في مونتريال، كندا.
يتبنى مجلس منظمة الطيران المدني الدولي المعايير والممارسات الموصى بها فيما يتعلق بالملاحة الجوية ومنع التدخل غير المشروع وتسهيل إجراءات عبور الحدود للطيران المدني الدولي. بالإضافة إلى ذلك، تحدد منظمة الطيران المدني الدولي بروتوكولات التحقيق في الحوادث الجوية التي تتبعها سلطات سلامة النقل في البلدان الموقعة على اتفاقية شيكاغو للطيران المدني الدولي.

## الصندوق الدولي للتنمية الزراعية (إيفاد)
تأسس الصندوق الدولي للتنمية الزراعية كمؤسسة مالية دولية في عام 1977، كأحد النتائج الرئيسية لمؤتمر الأغذية العالمي لعام 1974 واستجابة للوضع في منطقة الساحل. وهو مكرس للقضاء على الفقر الريفي في البلدان النامية. مقره في روما، إيطاليا.

## منظمة العمل الدولية (ILO)
تتعامل منظمة العمل الدولية مع قضايا العمل. مقرها الرئيسي في جنيف، سويسرا. تأسست عام 1919، وتشكلت من خلال مفاوضات معاهدة فرساي وكانت في البداية وكالة تابعة لعصبة الأمم. أصبحت عضوًا في نظام الأمم المتحدة بعد زوال العصبة وتشكيل الأمم المتحدة في نهاية الحرب العالمية الثانية. يتضمن دستورها، بصيغته المعدلة حتى الآن، إعلان فيلادلفيا بشأن أهداف ومقاصد المنظمة. تُعرف أمانتها باسم مكتب العمل الدولي.

## المنظمة البحرية الدولية (IMO)
تأسست المنظمة البحرية الدولية، المعروفة سابقًا باسم المنظمة الاستشارية البحرية الحكومية الدولية، في عام 1948 من خلال الأمم المتحدة لتنسيق السلامة البحرية الدولية والممارسات ذات الصلة. ومع ذلك، لم تدخل المنظمة حيز التنفيذ الكامل حتى عام 1958.
يقع المقر الرئيسي للمنظمة في لندن، المملكة المتحدة، وتعزز التعاون بين الحكومة وصناعة النقل البحري لتحسين السلامة البحرية ومنع التلوث البحري. تدار المنظمة البحرية من قبل جمعية من الأعضاء وتدار مالياً من قبل مجلس من الأعضاء المنتخبين من الجمعية. يتم إجراء عمل المنظمة البحرية الدولية من خلال خمس لجان، تدعمها لجان فرعية فنية. يجوز للمنظمات الأعضاء في الأسرة التنظيمية للأمم المتحدة مراقبة إجراءات المنظمة البحرية. يجوز منح صفة مراقب للمنظمات غير الحكومية المؤهلة.
تدعم المنظمة البحرية الدولية أمانة دائمة من الموظفين الذين يمثلون أعضائها. وتتألف الأمانة العامة من أمين عام تنتخبه الجمعية دوريا، ومن شُعَب مختلفة تشمل، السلامة البحرية وحماية البيئة وقسم المؤتمرات. كما تعزز التعاون الدولي في مجالات التربية والعلوم والثقافة.

## صندوق النقد الدولي (IMF)
صندوق النقد الدولي هو جزء من منظومة الأمم المتحدة ولديه اتفاقية علاقة رسمية مع الأمم المتحدة، لكنه يحتفظ باستقلاليته.  يوفر صندوق النقد التعاون النقدي والاستقرار المالي ويعمل كمنتدى لتقديم المشورة والتفاوض والمساعدة في القضايا المالية. يقع مقرها الرئيسي في واشنطن العاصمة، الولايات المتحدة الأمريكية.

## الاتحاد الدولي للاتصالات (ITU)
تم إنشاء الاتحاد الدولي للاتصالات لتوحيد وتنظيم الراديو والاتصالات الدولية. تم تأسيسه باسم الاتحاد الدولي للبرق في باريس في 17 مايو 1865. تشمل مهامه الرئيسية التوحيد القياسي، وتوزيع الطيف الراديوي، وتنظيم ترتيبات الترابط بين مختلف البلدان للسماح بإجراء مكالمات هاتفية دولية - وفي هذا الصدد، يؤدي وظيفة مماثلة لما يؤديه الاتحاد البريدي العالمي. يقع مقره الرئيسي في جنيف، سويسرا.

## منظمة الأمم المتحدة للتربية والعلم والثقافة (اليونسكو)
منظمة الأمم المتحدة للتربية والعلم والثقافة هي وكالة متخصصة تابعة للأمم المتحدة تأسست عام 1945 ومقرها في باريس، فرنسا. هدفها المعلن هو المساهمة في السلام والأمن من خلال تعزيز التعاون الدولي من خلال التعليم والعلوم والثقافة من أجل نشر المزيد من الاحترام العالمي للعدالة وسيادة القانون وحقوق الإنسان والحريات الأساسية المنصوص عليها في ميثاق الأمم المتحدة.

## منظمة الأمم المتحدة للتنمية الصناعية (اليونيدو)
منظمة الأمم المتحدة للتنمية الصناعية هي وكالة متخصصة تابعة للأمم المتحدة، تعمل على تعزيز التنمية الصناعية الشاملة والمستدامة، ومقرها في فيينا، النمسا. تعالج المنظمة بعض أكثر القضايا إلحاحًا في عصرنا وتعمل على تسريع النمو الاقتصادي من أجل تحقيق الرخاء للجميع مع الحفاظ في نفس الوقت على البيئة. تتماشى ولاية المنظمة تمامًا مع جدول أعمال التنمية العالمي، الذي يؤكد الدور المركزي للتصنيع وأهميته كعامل تمكين رئيسي لجميع الأهداف العالمية السبعة عشر، ولا سيما الهدف التاسع من أهداف التنمية المستدامة. المدير العام هو لي يونغ.

## الاتحاد البريدي العالمي (UPU)
يقوم الاتحاد البريدي العالمي، ومقره بيرن، سويسرا، بتنسيق السياسات البريدية بين الدول الأعضاء، وبالتالي النظام البريدي العالمي. يوافق كل بلد عضو على نفس مجموعة الشروط للقيام بواجبات البريد الدولية.

## مجموعة البنك الدولي (WBG)
مجموعة البنك الدولي جزء من منظومة الأمم المتحدة ولديها اتفاقية علاقة رسمية مع الأمم المتحدة، لكنها تحتفظ باستقلاليتها. تتألف المجموعة من خمس مؤسسات منفصلة قانونًا ولكنها منتسبة: البنك الدولي للإنشاء والتعمير (IBRD) ومؤسسة التمويل الدولية (IFC) والمؤسسة الدولية للتنمية (IDA) والوكالة الدولية لضمان الاستثمار (MIGA) والمركز الدولي لتسوية المنازعات الاستشارية (ICSID). وهي مصدر حيوي للمساعدة المالية والتقنية للبلدان النامية في جميع أنحاء العالم. وتتمثل مهمتها في مكافحة الفقر لتحقيق نتائج دائمة ومساعدة الناس على مساعدة أنفسهم وبيئتهم من خلال توفير الموارد وتبادل المعرفة وبناء القدرات وإقامة شراكات في القطاعين العام والخاص. يقع المقر الرئيسي لمجموعة البنك الدولي في واشنطن العاصمة، الولايات المتحدة.

### البنك الدولي للإنشاء والتعمير (IBRD)
يقدم البنك الدولي للإنشاء والتعمير قروضا إلى البلدان النامية لبرامج التنمية التي تهدف إلى الحد من الفقر.

### مؤسسة التمويل الدولية (IFC)
مؤسسة التمويل الدولية هي أكبر مصدر متعدد الأطراف للقروض وتمويل رأس المال لمشاريع القطاع الخاص في العالم النامي.

### المؤسسة الدولية للتنمية (IDA)
إن ولاية المؤسسة الدولية للتنمية قريبة من ولاية البنك الدولي للإنشاء والتعمير، مع التركيز على البلدان الأشد فقراً.

## منظمة الصحة العالمية (WHO)
تعمل منظمة الصحة العالمية كسلطة تنسيق في مجال الصحة العامة الدولية وتتعامل مع الصحة والصرف الصحي والأمراض وترسل فرقًا طبية للمساعدة في مكافحة الأوبئة. تأسست في 7 أبريل 1948، عندما صادق 26 عضوًا من أعضاء الأمم المتحدة على دستورها. ورثت الوكالة تفويض وموارد سلفها، منظمة الصحة، التي كانت وكالة تابعة لعصبة الأمم. يتم الاحتفال بيوم 7 أبريل باعتباره يوم الصحة العالمي من كل عام. يحكم منظمة الصحة 194 دولة عضو من خلال جمعية الصحة العالمية. مقرها الرئيسي في جنيف، سويسرا.

## المنظمة العالمية للملكية الفكرية (الويبو)
المنظمة العالمية للملكية الفكرية هي وكالة متخصصة تابعة للأمم المتحدة تأسست عام 1967 ومقرها في جنيف، سويسرا. والغرض منها هو تشجيع النشاط الإبداعي وتعزيز حماية الملكية الفكرية في جميع أنحاء العالم. تدير المنظمة العديد من المعاهدات المتعلقة بحماية حقوق الملكية الفكرية.

## المنظمة العالمية للأرصاد الجوية (WMO)
نشأت المنظمة العالمية للأرصاد الجوية من المنظمة الدولية للأرصاد الجوية، التي تأسست عام 1873، وأصبحت وكالة متخصصة تابعة للأمم المتحدة للأرصاد الجوية الحديثة (الطقس والمناخ)، والهيدرولوجيا التشغيلية والعلوم الجيوفيزيائية ذات الصلة. يقع مقرها الرئيسي في جنيف، سويسرا.

## منظمة السياحة العالمية (UNWTO)
تأسست منظمة السياحة العالمية في عام 1974 في مدريد، إسبانيا، لتحل محل الاتحاد الدولي لمنظمات الدعاية السياحية الرسمية. تضم المنظمة 160 دولة عضوًا و350 عضوًا منتسبًا يمثلون المنظمات الخاصة والمؤسسات التعليمية وغيرها. يقع مقرها الرئيسي في مدريد، إسبانيا. تعمل منظمة السياحة العالمية كمنتدى لسياسات السياحة وتعمل كمصدر عملي للمعرفة السياحية.

## وكالة سابقة
وكالة الأمم المتحدة المتخصصة الوحيدة التي خرجت من الخدمة هي منظمة اللاجئين الدولية، التي كانت موجودة من عام 1946 إلى عام 1952. في عام 1952، تم استبدالها بالمفوضية السامية للأمم المتحدة لشؤون اللاجئين (مقرها في جنيف، سويسرا)، وهي هيئة فرعية تابعة للجمعية العامة للأمم المتحدة.

## المنظمات ذات الصلة
هناك منظمات حكومية دولية أخرى أبرمت اتفاقيات تعاون مع الأمم المتحدة. فيما يتعلق بهياكل التعاون، تقترب بعض الاتفاقات من اتفاقيات العلاقة المبرمة بموجب المادتين 57 و63 من ميثاق الأمم المتحدة مع الوكالات المتخصصة، ولكن بسبب متطلبات الميثاق التي تتعامل معها الوكالات «الاقتصادية والاجتماعية والثقافية والتعليمية والصحية، وما يتصل بها من مجالات»، فإن المنظمات التي أبرمت مثل هذه الاتفاقات ليست وكالات متخصصة رسميًا للأمم المتحدة.     تسمى هذه المنظمات المنظمات ذات الصلة من قبل الأمم المتحدة. 
أبرمت الوكالة الدولية للطاقة الذرية مثل هذه الاتفاقية مع الأمم المتحدة في عام 1957، واستخدمت منظمة حظر الأسلحة الكيميائية ومنظمة معاهدة الحظر الشامل للتجارب النووية هذا النموذج لاتفاقيات خاصة بهما مع الأمم المتحدة.   

### اللجنة التحضيرية لمنظمة معاهدة الحظر الشامل للتجارب النووية (CTBTO)
اللجنة التحضيرية لمنظمة معاهدة الحظر الشامل للتجارب النووية مكلفة بإعداد أنشطة منظمة عدم انتشار الأسلحة النووية.

### الوكالة الدولية للطاقة الذرية (IAEA)
الوكالة الدولية للطاقة الذرية هي منظمة حكومية دولية للتعاون العلمي والتقني في مجال التكنولوجيا النووية. يقع مقرها الرئيسي في فيينا، النمسا. وتسعى إلى تعزيز الاستخدام السلمي للطاقة النووية ومنع استخدامها للأغراض العسكرية. تأسست الوكالة كمنظمة مستقلة في 29 يوليو 1957. قبل ذلك، في عام 1953، تصور الرئيس الأمريكي دوايت أيزنهاور إنشاء هذه الهيئة الدولية للتحكم في استخدام الطاقة الذرية وتطويرها، في خطابه «الذرة من أجل السلام» أمام الجمعية العامة للأمم المتحدة.  مُنحت المنظمة بالاشتراك مع مديرها العام السابق محمد البرادعي جائزة نوبل للسلام في 7 أكتوبر 2005. 
لا تعتبر الوكالة الدولية للطاقة الذرية وكالة متخصصة لأسباب تاريخية وطابع سياسي لعملها. وبدلاً من ذلك، فإن علاقتها بالأمم المتحدة تحكمها اتفاقية خاصة وكذلك نظامها الأساسي الذي يلزم الوكالة بتقديم تقرير سنوي إلى الجمعية العامة، وعند الاقتضاء، إلى مجلس الأمن. 

### المنظمة الدولية للهجرة (IOM)
منذ سبتمبر 2016، كانت المنظمة الدولية للهجرة منظمة مرتبطة بالأمم المتحدة ومقرها الرئيسي في جنيف، سويسرا.  المنظمة هي منظمة حكومية دولية تقدم الخدمات والمشورة فيما يتعلق بالهجرة للحكومات والمهاجرين، بما في ذلك الأشخاص النازحون داخليًا واللاجئون والعمال المهاجرون.

### منظمة حظر الأسلحة الكيميائية (OPCW)
منظمة حظر الأسلحة الكيميائية هي منظمة حكومية دولية مقرها لاهاي بهولندا. تقوم المنظمة بالترويج والتحقق من الالتزام بمعاهدة حظر الأسلحة الكيميائية.

### منظمة التجارة العالمية (WTO)
تأسست منظمة التجارة العالمية بدلاً من الاقتراح الفاشل لوكالة متخصصة تتعامل مع قضايا التجارة، المنظمة التجارية الدولية. يقع المقر الرئيسي للمنظمة في جنيف، سويسرا.

## قائمة الوكالات
| م                  | العلم أو الشعار                                                  | الاسم الرسمي                                          | الاختصار | المقر (الدولة)             | المقر (المدينة) | التأسيس | تأسيس السلف | الدول الأعضاء | المشاركون الآخرون | الخريطة والموقع                                                                       |
| ------------------ | ---------------------------------------------------------------- | ----------------------------------------------------- | -------- | -------------------------- | --------------- | ------- | ----------- | --- | --- | ------------------------------------------------------------------------------------- |
| –                  |                                                                  | الأمم المتحدة                                         | UN       | الولايات المتحدة الأمريكية | مدينة نيويورك   | 1945    | 1920        | - الدول الأعضاء في الأمم المتحدة | - الدول المراقبة: فلسطين، الكرسي الرسولي - الكيانات المراقبة: منظمة فرسان مالطة - المنظمات الإقليمية التي لها صفة مراقب: الاتحاد الأوروبي - الكيانات والمنظمات المراقبة الأخرى | الأمم المتحدة                                                                         |
| الوكالات المتخصصة  |                                                                  |                                                       |          |                            |                 |         |             | | |                                                                                       |
| 1                  | شعار الفاو                                                       | منظمة الأغذية والزراعة                                | FAO      | إيطاليا                    | روما            | 1945    | —           | - أعضاء الأمم المتحدة باستثناء ليختنشتاين - جزر كوك، نييوي | - الأعضاء المنتسبون: جزر فارو، توكيلاو - المنظمات الأعضاء: الاتحاد الأوروبي | منظمة الأغذية والزراعة                                                                |
| 2                  | علم الايكاو                                                      | منظمة الطيران المدني الدولي                           | ICAO     | كندا                       | مونتريال        | 1947    | —           | - أعضاء الأمم المتحدة باستثناء ليختنشتاين - جزر كوك | — | منظمة الطيران المدني الدولي                                                           |
| 3                  | شعار الإيفاد                                                     | الصندوق الدولي للتنمية الزراعية                       | IFAD     | إيطاليا                    | روما            | 1977    | —           | - أعضاء الأمم المتحدة باستثناء أندورا، أستراليا، البحرين، بيلاروسيا، بروناي، بلغاريا، جمهورية التشيك، لاتفيا، ليختنشتاين، ليتوانيا، موناكو، الجبل الأسود، سان مارينو، صربيا، سنغافورة، سلوفينيا، سلوفاكيا، تركمانستان، أوكرانيا - جزر كوك، نييوي | - المراقبون: الكرسي الرسولي | الصندوق الدولي للتنمية الزراعية                                                       |
| 4                  |                                                                  | منظمة العمل الدولية                                   | ILO      | سويسرا                     | جنيف            | 1919    | —           | - أعضاء الأمم المتحدة باستثناء أندورا، بوتان، ليختنشتاين، ميكرونيزيا، موناكو، ناورو، كوريا الشمالية | — | منظمة العمل الدولية                                                                   |
| 5                  | علم المنظمة البحرية الدولية                                      | المنظمة البحرية الدولية                               | IMO      | المملكة المتحدة            | لندن            | 1959    | —           | - أعضاء الأمم المتحدة باستثناء أفغانستان، أندورا، بوتان، بوتسوانا، بوركينا فاسو، بوروندي، جمهورية أفريقيا الوسطى، تشاد، قيرغيزستان، لاوس، ليسوتو، ليختنشتاين، مالي، ميكرونيزيا، النيجر، رواندا، جنوب السودان، سوازيلاند، طاجيكستان، أوزبكستان - جزر كوك، جزر كوك | - الأعضاء المنتسبون: جزر فارو، هونغ كونغ، ماكاو | المنظمة البحرية الدولية                                                               |
| 6                  | شعار صندوق النقد الدولي                                          | صندوق النقد الدولي                                    | IMF      | الولايات المتحدة الأمريكية | واشنطن العاصمة  | 1945    | —           | - أعضاء الأمم المتحدة باستثناء أندورا، كوبا، ليختنشتاين، موناكو، كوريا الشمالية - كوسوفو | — | صندوق النقد الدولي                                                                    |
| 7                  | شعار الاتحاد الدولي للاتصالات                                    | الاتحاد الدولي للاتصالات                              | ITU      | سويسرا                     | جنيف            | 1865    | —           | - أعضاء الأمم المتحدة باستثناء بالاو - الفاتيكان | - المراقبون: فلسطين | الاتحاد الدولي للاتصالات                                                              |
| 8                  | علم اليونسكو                                                     | منظمة الأمم المتحدة للتربية والعلم والثقافة           | UNESCO   | فرنسا                      | باريس           | 1946    | 1922        | - أعضاء الأمم المتحدة باستثناء إسرائيل، ليختنشتاين، الولايات المتحدة - جزر كوك، نييوي، فلسطين | - الأعضاء المنتسبون: أنغيلا، أروبا، جزر فيرجن البريطانية، جزر كايمان، كوراساو، جزر فارو، ماكاو، مونتسيرات، كاليدونيا الجديدة، سينت مارتن، توكيلاو - المراقبون: الكرسي الرسولي - اللجنة الوطنية المنظمة فقط: ليختنشتاين، هونغ كونغ، برمودا، غوام، ساموا الأمريكية، بورتوريكو، جزر فيرجن الأمريكية | منظمة الأمم المتحدة للتربية والعلم والثقافة                                           |
| 9                  | شعار اليونيدو                                                    | منظمة الأمم المتحدة للتنمية الصناعية                  | UNIDO    | النمسا                     | فيينا           | 1985    | 1966        | - أعضاء الأمم المتحدة باستثناء أندورا، أستراليا، بروناي، كندا، إستونيا، أيسلندا، كيريباتي، لاتفيا، ليختنشتاين، ليتوانيا، ناورو، نيوزيلندا، بالاو، سان مارينو، سنغافورة، جزر سليمان، جنوب السودان، المملكة المتحدة، الولايات المتحدة - فلسطين | - المراقبون: الكرسي الرسولي، منظمة فرسان مالطة | منظمة الأمم المتحدة للتنمية الصناعية نسخة محفوظة 1 أكتوبر 2019 على موقع واي باك مشين. |
| 10                 | علم الاتحاد البريدي العالمي                                      | الاتحاد البريدي العالمي                               | UPU      | سويسرا                     | برن             | 1874    | —           | - أعضاء الأمم المتحدة باستثناء أندورا، جزر مارشال، ولايات ميكرونيزيا الموحدة، بالاو - الفاتيكان | - الدول الأعضاء: أروبا، كوراساو وسينت مارتن، أقاليم ما وراء البحار البريطانية، فرنسا وراء البحار - المراقبون: فلسطين | الاتحاد البريدي العالمي                                                               |
| 11                 | شعار مجموعة البنك الدولي                                         | مجموعة البنك الدولي                                   | WBG      | الولايات المتحدة الأمريكية | واشنطن العاصمة  | 1945    | —           | - أعضاء الأمم المتحدة باستثناء أندورا، كوبا، ليختنشتاين، موناكو، كوريا الشمالية - كوسوفو | — | مجموعة البنك الدولي                                                                   |
| 12                 | علم منظمة الصحة العالمية                                         | منظمة الصحة العالمية                                  | WHO      | سويسرا                     | جنيف            | 1948    | 1907        | - أعضاء الأمم المتحدة باستثناء ليختنشتاين - جزر كوك، نييوي | - الأعضاء المنتسبون: بورتوريكو، توكيلاو - المراقبون: تايبيه الصينية (2009-2016)، الكرسي الرسولي، فلسطين، فرسان مالطا | منظمة الصحة العالمية                                                                  |
| 13                 | شعار الويبو                                                      | المنظمة العالمية للملكية الفكرية                      | WIPO     | سويسرا                     | جنيف            | 1967    | —           | - أعضاء الأمم المتحدة باستثناء ميكرونيزيا، بالاو، جنوب السودان - الكرسي الرسولي, نييوي | - المراقبون: فلسطين | المنظمة العالمية للملكية الفكرية                                                      |
| 14                 | علم المنظمة العالمية للأرصاد الجوية                              | المنظمة العالمية للأرصاد الجوية                       | WMO      | سويسرا                     | جنيف            | 1950    | 1873        | - أعضاء الأمم المتحدة باستثناء غينيا الاستوائية، غرينادا، ليختنشتاين، جزر مارشال، بالاو، سانت كيتس ونيفيس، سانت فنسنت والغرينادين، سان مارينو - جزر كوك، نييوي | - أراضي الأعضاء: أراضي الكاريبي البريطانية، كوراساو وسينت مارتن، بولينيزيا الفرنسية، هونج كونج، ماكاو، كاليدونيا الجديدة | المنظمة العالمية للأرصاد الجوية                                                       |
| 15                 | شعار منظمة السياحة العالمية                                      | منظمة السياحة العالمية                                | UNWTO    | إسبانيا                    | مدريد           | 1974    | 1925        | - أعضاء الأمم المتحدة باستثناء أنتيغوا وبربودا، بلجيكا، بليز، كندا، الدنمارك، دومينيكا، إستونيا، فنلندا، غرينادا، غيانا، أيسلندا، أيرلندا، كيريباتي، لاتفيا، ليختنشتاين، لوكسمبورغ، جزر مارشال، ميكرونيزيا، ناورو، نيوزيلندا، النرويج، سانت كيتس ونيفيس، سانت لوسيا، سانت فنسنت والغرينادين، سنغافورة، جزر سليمان، سورينام، السويد، تونغا، ترينيداد وتوباغو، توفالو، الإمارات العربية المتحدة، المملكة المتحدة، الولايات المتحدة                          | - الأعضاء المنتسبون: أروبا، المجتمع الفلمنكي، هونغ كونغ، ماكاو، ماديرا، بورتوريكو - المراقبون: فلسطين، الكرسي الرسولي | منظمة السياحة العالمية                                                                |
| المنظمات ذات الصلة |                                                                  |                                                       |          |                            |                 |         |             | | |                                                                                       |
| 16                 | شعار اللجنة التحضيرية لمنظمة معاهدة الحظر الشامل للتجارب النووية | اللجنة التحضيرية لمعاهدة الحظر الشامل للتجارب النووية | CTBTO    | النمسا                     | فيينا           | 1996    | —           | - أعضاء الأمم المتحدة باستثناء بوتان، كوبا، دومينيكا، الهند، موريشيوس، كوريا الشمالية، باكستان، المملكة العربية السعودية، الصومال، جنوب السودان، سوريا، تونغا - جزر كوك، نييوي، الكرسي الرسولي | — | اللجنة التحضيرية                                                                      |
| 17                 | علم الوكالة الدولية للطاقة الذرية                                | الوكالة الدولية للطاقة الذرية                         | IAEA     | النمسا                     | فيينا           | 1957    | —           | - أعضاء الأمم المتحدة باستثناء أندورا، بوتان، الرأس الأخضر، غينيا الاستوائية، غامبيا، غرينادا، غينيا، غينيا بيساو، كيريباتي، جزر المالديف، ميكرونيزيا، ناورو، كوريا الشمالية، سانت كيتس ونيفيس، سانت لوسيا، سانت توماس وبرينسيبي، جزر سليمان، الصومال، جنوب السودان، سورينام، تيمور الشرقية، تونغا، توفالو - الكرسي الرسولي | — | الوكالة الدولية للطاقة الذرية                                                         |
| 18                 |                                                                  | منظمة حظر الأسلحة الكيميائية                          | OPCW     | هولندا                     | لاهاي           | 1997    | —           | - أعضاء الأمم المتحدة باستثناء مصر، إسرائيل، كوريا الشمالية، جنوب السودان - جزر كوك، نييوي، الكرسي الرسولي | — | منظمة حظر الأسلحة الكيميائية                                                          |
| 19                 | شعار منظمة التجارة العالمية                                      | منظمة التجارة العالمية                                | WTO      | سويسرا                     | جنيف            | 1995    | 1948        | - أعضاء الأمم المتحدة باستثناء الجزائر، أندورا، أذربيجان، جزر البهاما، بيلاروسيا، بوتان، البوسنة والهرسك، جزر القمر، غينيا الاستوائية، إريتريا، إثيوبيا، إيران، العراق، كيريباتي، لبنان، ليبيا، جزر مارشال، ميكرونيزيا، موناكو، ناورو، كوريا الشمالية، بالاو، سان مارينو، ساو تومي وبرينسيبي، صربيا، الصومال، جنوب السودان، السودان، سوريا، تيمور الشرقية، توفالو، أوزبكستان - أعضاء المنطقة الجمركية: الاتحاد الأوروبي، هونغ كونغ، ماكاو، تايبيه الصينية | - المراقبون: الجزائر، أندورا، أذربيجان، جزر الباهاما، بيلاروسيا، بوتان، البوسنة والهرسك، جزر القمر، غينيا الاستوائية، إثيوبيا، إيران، العراق، لبنان، ليبيا، ساو تومي وبرينسيبي، صربيا، الصومال، جنوب السودان، السودان، سوريا، تيمور الشرقية، أوزبكستان، تركمانستان، الكرسي الرسولي               | منظمة التجارة العالمية نسخة محفوظة 5 يناير 2012 على موقع واي باك مشين.                |
| 20                 |                                                                  | منظمة الهجرة الدولية                                  | IOM      | سويسرا                     | جنيف            | 1951    | —           | - 172 دولة عضو | - 8 دول مراقبة (أكثر من 80 منظمة حكومية دولية عالمية وإقليمية ومنظمات غير حكومية مراقبين أيضًا) | منظمة الهجرة الدولية                                                                  |

## روابط خارجية
- الموقع الرسمي للأمم المتحدة